# Brumas
Brumas es el tercer álbum de estudio de la banda argentina de rock progresivo Aquelarre, editado en 1974 por el sello Talent/Microfón.
El disco fue grabado entre septiembre y diciembre de 1973 en los Estudios Phonalex, de Buenos Aires. En este trabajo, la banda deja atrás las influencias psicodélicas y de blues rock pesado, para adoptar un sonido progresivo con infuencias folk y jazz. El pináculo del álbum es Milagro de pueblo, el tema que abre el lado B. La reedición en CD de 1997 incluyó el simple "Violencia en el parque / Ceremonias para disolver", temas no incluidos en el álbum original.

## Lista de canciones
| N.º | Título               | Escritor(es)                   | Duración |  |
| 1.  | «Parte del día»      | Aquelarre                      | 6:09     |  |
| 2.  | «Silencio marginal»  | Aquelarre                      | 3:29     |  |
| 3.  | «Aniñada»            | Aquelarre                      | 3:53     |  |
| 4.  | «Brumas en la bruma» | Aquelarre - Rodolfo Alchourrón | 3:52     |  |
| 5.  | «Milagro de pueblo»  | Aquelarre                      | 8:07     |  |
| 6.  | «Aves rapaces»       | Aquelarre                      | 3:41     |  |
| 7.  | «Mirando adentro»    | Aquelarre                      | 5:56     |  |

## Personal
- Emilio del Guercio: bajo; voz, Piano en "Brumas en la Bruma"

- Rodolfo García: Batería; percusión; coros; voz en "Silencio Marginal"

- Héctor Starc: Guitarras; Voz en "Aniñada"; Coros; Bajo en "Brumas en la Bruma"

- Hugo González Neira: Clavinet; órgano; voz en "Mirando adentro"; coros.

- Rodolfo Alchourron: arreglos y dirección de orquesta en "Brumas en la bruma".